# Dorfkirche Laasow

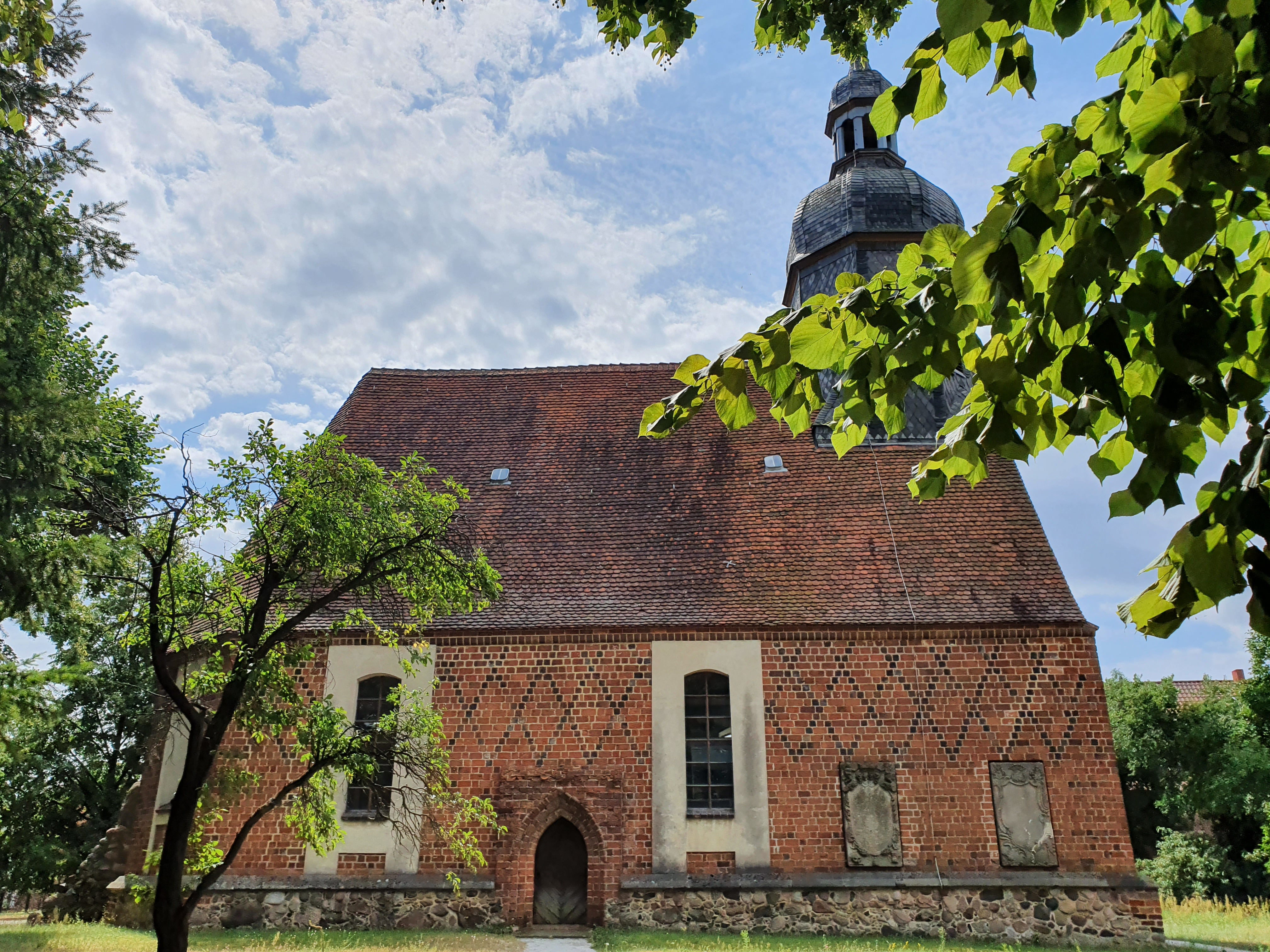
Dorfkirche Laasow (2023)

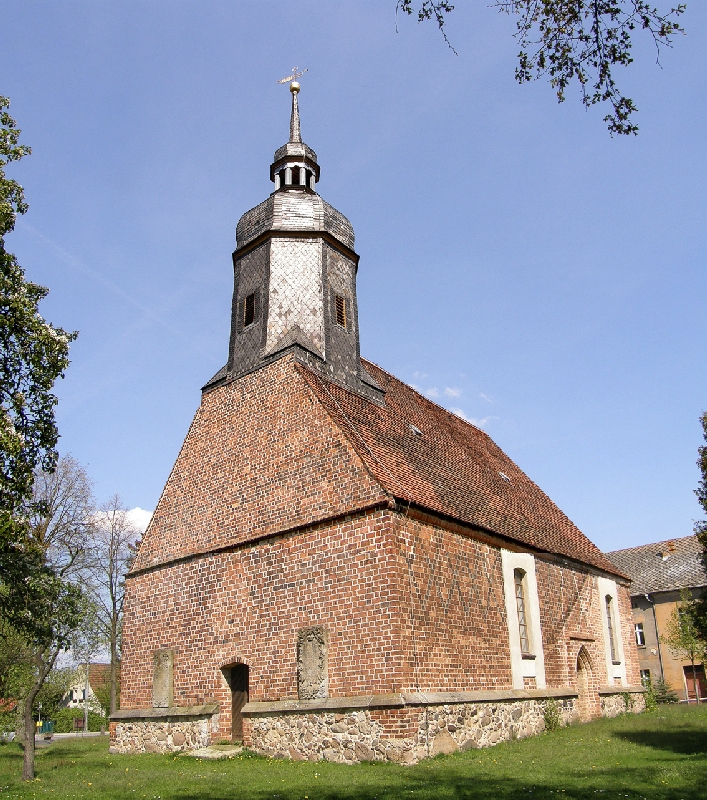
Dorfkirche Laasow (2008)

Die Dorfkirche Laasow ist das Kirchengebäude in dem zur Stadt Vetschau/Spreewald gehörenden Ortsteil Laasow im Landkreis Oberspreewald-Lausitz in Brandenburg. Es gehört der Kirchengemeinde Gräbendorfer See im Kirchenkreis Niederlausitz, der Teil der Evangelischen Kirche Berlin-Brandenburg-schlesische Oberlausitz ist. Die Kirche steht unter Denkmalschutz.

## Architektur und Geschichte
Bereits im Jahr 1377 wurde Laasow als Kirchdorf erwähnt. Die heutige Laasower Kirche wurde im 15. Jahrhundert gebaut, im Juli 1734 wurde ein Dachturm aufgesetzt. Dieser wurde im Juli 1773 durch einen Sturm umgeworfen und anderthalb Monate durch einen oktogonalen verschieferten Dachturm mit Schweifhaube und Laterne ersetzt. Die Kirche ist ein Backsteinbau, wobei die Wände auf einem Sockel aus Feldsteinen stehen. Die Wände sind mit einem Rautenmuster aus glasierten Backsteinen versehen, wie es in der Region an mehreren Dorfkirchen aufzufinden ist. Die Kirche hat zudem einen dreiseitigen Ostschluss. An der Westwand befindet sich ein Spitzbogenportal mit geschrägtem Gewände.
Im Jahr 1767 erhielt die Dorfkirche Laasow eine Fachwerkvorhalle als Anbau. Darunter befand sich eine Gruft für die Familie von Schmettau und andere Adelige aus der Region. Am 5. Januar 1817 wurde der Dachturm wieder durch einen Sturm umgeworfen. Im Sommer 1819 ließ der Gutsbesitzer Heinrich Ludwig zu Lynar bauliche Veränderungen im Innenraum der Kirche vornehmen. Die Kirche hat seitdem eine Putzdecke, der Ostschluss ist als Sakristei durch eine Pfeilerarkade vom Rest des Innenraumes abgetrennt. Der Mittelpfeiler trägt eine Kanzel mit einer darüber angeordneten Altarmensa aus der Zeit zwischen 1775 und 1800. In der Kirche befindet sich außerdem eine Hufeisenempore, der Stützen auch die Putzdecke tragen. Der achtseitige Taufstein stammt vermutlich aus dem 16. Jahrhundert. Es existiert des Weiteren ein in Fragmenten erhaltener Taufengel, der vermutlich von Georg Wolschke angefertigt wurde und sich bis 1989 in der Laasower Kirche befand. Er wurde vor den Sanierungsarbeiten in die Dorfkirche Ogrosen gebracht und stand dort bis 2004, bevor er zur Reparatur konserviert wurde. Eine Wiederunterbringung des Taufengels in die Dorfkirche Laasow ist vorgesehen (Stand 2013).

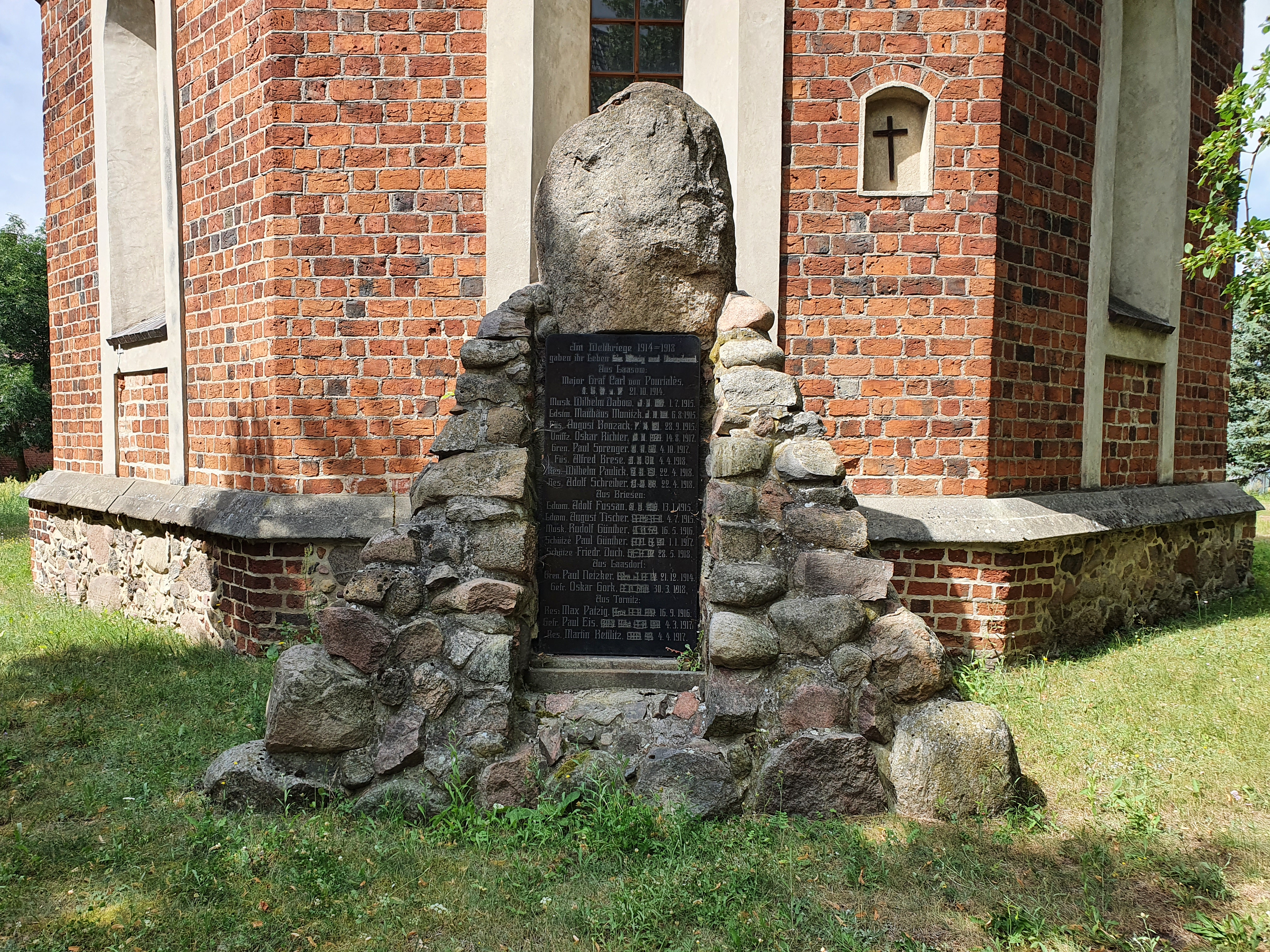
Gefallenendenkmal östlich der Kirche (2023)

Während des Zweiten Weltkrieges im Jahr 1942 wurden die 1725 gegossenen Kirchenglocken beschlagnahmt und zugunsten der Waffenproduktion eingeschmolzen. 1955 wurde der Turm durch einen Blitzschlag beschädigt, die Instandsetzung erfolgte rund zwei Jahre später. Ebenfalls 1957 erhielt die Dorfkirche Laasow neue Kirchenglocken der Firma Schilling aus Apolda. Zwischen 1988 und 1994 wurde die Kirche umfassend saniert, dabei wurden allerdings die Patronatsloge und die Fachwerkvorhalle abgerissen. Hinter der Kirche steht ein Gefallenendenkmal für die im Ersten Weltkrieg gefallenen Einwohner der Kirchengemeinde Laasow.
Beim Abriss der Patronatsloge in den 1990er Jahren wurde im Innenraum eine für die Tragfähigkeit erforderliche Stütze entfernt, aber nicht ersetzt. Seitdem lastet das Dach lediglich auf den Außenmauern, wodurch im Laufe der Zeit Risse im Mauerwerk entstanden. Im Jahr 2023 wurde die Kirche wegen Einsturzgefahr für das Betreten gesperrt. Für die geplante Sanierung wurden bislang (Stand September 2024) rund 100.000 Euro an Spendengeldern gesammelt, eine Bürgerinitiative im Ort möchte zudem einen Förderantrag für die Sanierung stellen.

## Kirchengemeinde
Die frühere Kirchengemeinde Laasow war im 19. Jahrhundert der Superintendentur in Calau unterstellt und umfasste neben dem Pfarrdorf Laasow noch die Ortschaften Briesen, Laasdorf und Tornitz, die Filialkirche in Wüstenhain mit dem dorthin eingepfarrten Brodtkowitz sowie die Kapellendörfer Casel und Gräbendorf. Der erste evangelische Pfarrer der Gemeinde war der Cottbuser Jan Krygár († 1621). Bis 1830 fanden Gottesdienste in Laasow in sorbischer Sprache statt, seither auf Deutsch.
Bis 1945 gehörte die Kirchengemeinde Laasow zur Evangelischen Landeskirche der älteren Provinzen Preußens und nach deren Zerfall zur Evangelischen Kirche in Berlin-Brandenburg. Im Jahr 1969 fusionierten die Kirchenkreise Calau und Lübben zum Kirchenkreis Lübben-Calau. Im Jahre 1973 wurde die Kirchengemeinde Laasow aufgelöst und die Kirche war fortan eine Filialkirche von Ogrosen. Der Kirchenkreis Lübben-Calau wurde nach der Fusion mit dem Kirchenkreis Luckau am 1. März 1998 in Kirchenkreis Lübben umbenannt und gehörte seit Januar 2004 zur Evangelischen Kirche Berlin-Brandenburg-schlesische Oberlausitz. 2010 erfolgte der Zusammenschluss der Kirchenkreise Lübben und Finsterwalde zum Kirchenkreis Niederlausitz. Seit der Auflösung der Kirchengemeinde Ogrosen am 1. Juni 2013 gehört die Dorfkirche Laasow der neu gebildeten Kirchengemeinde Gräbendorfer See.